# كيركيدا
بلدية كيركيدا (بالإسبانية: Cerceda)‏، هي إحدى بلديات مقاطعة لا كرونيا إحدى مقاطعات إسبانيا، و التي تقع في منطقة جليقية شمال غرب إسبانيا.
يبلغ عدد سكانها 5.492 نسمة وفقاً لإحصائية سنة (2002).